# Benefit corporation
Benefit corporation è uno status giuridico pensato per aziende a scopo di lucro che, oltre al perseguimento dell'obiettivo statutario del profitto, considerano anche l'impatto positivo verso la società e l'ambiente. Questo stato giuridico è riconosciuto in 35 stati federati degli USA, dalla legislazione di Porto Rico, e dall'ordinamento italiano (introdotto dal 1º gennaio 2016, come società benefit, abbreviato in SB), e, dal 2018, in Colombia, nella provincia canadese della Columbia Britannica,  e in Scozia.

## Descrizione
La legge per le benefit corporation negli USA è diversa da stato a stato. In generale le benefit corporation differiscono dalle imprese tradizionali riguardo a obiettivi statutari, responsabilità e trasparenza. Lo scopo di una benefit corporation comprende anche la creazione di un "beneficio comune" (public benefit) nella comunità in cui opera, definito come un impatto positivo concreto sulle persone e sull'ambiente. Chi gestisce una benefit corporation conduce il business con la stessa autorità che avrebbe in un'azienda tradizionale ma, mentre in un'azienda tradizionale gli azionisti valutano esclusivamente le performance finanziarie, qui valutano anche performance qualitative e quantitative di rilievo sociale, in base agli obiettivi dichiarati dalla benefit corporation. Dal 2006, la non profit statunitense B Lab, promotrice delle cosiddette B Corp certificate e dello standard nativo di valutazione e misurazione delle Benefit (B Impact Assessment), è stato il principale attore nel concepire, sviluppare e promuovere l'introduzione delle benefit corporation negli Stati Uniti d'America e in altri paesi del mondo, come strumento per proteggere e allineare missione e governance delle aziende che perseguono un impatto positivo, in primis le B Corp certificate.
In una benefit corporation sono gli azionisti a determinare se la società ha raggiunto un significativo impatto positivo e, in caso di controversia, spetta ai tribunali dirimere la questione determinando se la benefit corporation abbia ottenuto in concreto un impatto positivo. Inoltre, attraverso la pubblicazione di un benefit report (o Relazione d'Impatto annuale), gli stakeholder ricevono informazioni per valutare se sono d'accordo con le modalità con cui la benefit corporation ha cercato di ottenere  l'impatto positivo voluto su società e ambiente. L'impegno addizionale di responsabilità assunto da una benefit corporation comporta che amministratori e dirigenti prendano in considerazione l'impatto delle loro decisioni su società e ambiente oltre che quello consueto sul valore per gli azionisti. Le benefit corporation offrono inoltre agli azionisti un diritto privilegiato di azione, chiamato benefit enforcement, che possono esercitare per far rispettare la mission aziendale, qualora l'azienda non sia riuscita a perseguire gli obiettivi prefissati.
La maggiore trasparenza implica per una benefit corporation la redazione di un benefit report annuale sulle complessive performance sociali e ambientali secondo uno standard completo, credibile e indipendente, certificato da un soggetto in posizione di terzietà; anche se le benefit corporation non necessitano di una certificazione o di un audit periodico obbligatorio, fanno riferimento, su base volontaria, allo standard di un soggetto terzo per misurare le proprie performance, analogamente a quanto avviene con i generally accepted accounting principles (GAAP) per il reporting finanziario. Una benefit corporation deve rendere pubblicamente accessibile il benefit report annuale sul sito aziendale e, in alcuni stati federati, consegnarlo al Segretariato di Stato. Ci sono circa dodici standard che soddisfano i requisiti della legislazione che regolamenta questo tipo di organizzazioni.

## Storia
Nell'aprile 2010 il Maryland è diventato il primo Stato americano ad approvare la legislazione per le benefit corporation. A partire da gennaio 2013 in California, Hawaii, Illinois, Louisiana, Maryland, Massachusetts, New Jersey, New York, Pennsylvania, South Carolina, Vermont e Virginia hanno a loro volta approvato la legislazione permettendo la creazione di benefit corporation. La legislazione è attualmente in corso di approvazione in Illinois, che introduce un nuovo tipo di stato giuridico denominato "benefit LLC," mettendo a disposizione di società a responsabilità limitata le stesse opportunità offerte alle imprese grazie alla legge per le benefit corporation.
- La legislazione del Maryland è stata approvata il 13 aprile 2010 ed è entrata in vigore il 1º ottobre 2010.
- La legislazione della Virginia è stata approvata il 26 marzo 2011 ed è entrata in vigore il 1º luglio 2011.
- La legislazione del Vermont è stata approvata il 19 maggio 2010 ed è entrata in vigore il 1º luglio 2011.
- La legislazione del New Jersey è stata approvata il 10 gennaio 2011 ed è entrata in vigore il 1º marzo 2011.
- La legislazione delle Hawaii è stata approvata l'8 luglio 2011 ed è entrata in vigore al momento della firma.
- La legislazione della California è stata approvata il 9 ottobre 2011 ed è entrata in vigore il 1º gennaio, 2012.
- La legislazione di New York è stata approvata il 12 dicembre 2011 ed è entrata in vigore il 10 febbraio, 2012.
- La legislazione dello Stato di Washington è stata approvata il 30 marzo 2012 ed è entrata in vigore il 6 luglio 2012.
- La legislazione della Louisiana è stata approvata il 31 maggio 2012 ed è entrata in vigore il 1º agosto, 2012.
- La legislazione della Carolina del Sud è stata approvata il 6 giugno 2012 ed è entrata in vigore lo stesso giorno.
- La legislazione del Massachusetts è stata approvata il 7 agosto 2012 ed è entrata in vigore il 1º dicembre, 2012.
- La legislazione dell'Illinois è stata approvata il 2 agosto 2012 ed è entrata in vigore il 1º gennaio del 2013.
- La legislazione della Pennsylvania è diventato legge il 24 ottobre ed è entrata in vigore il 22 gennaio del 2013.
- La legislazione di Washington DC è stata approvata dal sindaco l'8 febbraio 2013 ed è entrata in vigore 30 giorni dopo la revisione del Congresso.[3]
- La legislazione dell'Arkansas è stata firmata dal governatore Mike Beebe il 19 aprile 2013 ed è entrata in vigore il 31 dicembre 2014.
- La legislazione del Colorado è stata firmata dal governatore John Hickenlooper il 15 maggio 2013 ed è entrata in vigore il 1º aprile 2014.
- La legislazione del Delaware è entrata in vigore il 1º agosto del 2013.[4]
- La legislazione in Italia sulle società Benefit è stata approvata con la legge 208 del 28 dicembre 2015 ed è entrata in vigore il 1º gennaio 2016.

## Le Società benefit in Italia
Da gennaio 2016 in Italia è stata introdotta la forma giuridica di società benefit, innovazione legislativa che ha reso l'Italia il secondo stato sovrano al mondo - dopo gli USA - a riconoscere questa tipologia di azienda a scopo di lucro. In Italia, nel 2021, si contavano oltre 2600 società benefit, in decine di settori diversi. Queste sono cresciute in modo significativo durante la pandemia da Covid-19, durante la quale molte aziende italiane hanno deciso di adottare questa nuova forma giuridica. Nel marzo 2018, AFAM, l'azienda speciale che gestisce le farmacie comunali di Firenze, è diventata la prima società benefit in Europa a capitale misto pubblico/privato (il cui capitale sociale è stato sottoscritto per il 20% dal Comune di Firenze e per l'80% dal soggetto privato Apoteca Natura Spa).

## Differenze tra benefit corporation e imprese tradizionali
Storicamente la legislazione societaria degli Stati Uniti non era strutturata o adattata al caso di aziende for-profit che desiderassero perseguire uno scopo  sociale con un impatto sulla dimensione comunitaria o ambientale. Di solito, il processo decisionale aziendale è sempre stato giustificato in termini di creazione di valore per gli azionisti; inoltre, un impegno a perseguire un obiettivo diverso dal profitto fine a sé stesso può essere visto in molti stati come incompatibile rispetto alla prospettiva tradizionale che vedeva nella massimizzazione del profitto a favore degli azionisti lo scopo primario di un'azienda.
L'idea che un'azienda abbia come scopo la massimizzazione della crescita finanziaria per gli azionisti è stata articolata nella causa Dodge v. Ford Motor Co. nel 1919. Nel corso del tempo, sia attraverso la legislazione, sia attraverso la consuetudine, il concetto cosiddetto di "primato dell'azionista" è venuto a essere comunemente condiviso; questa tesi è stata ribadita dal caso eBay Domestic Holding, Inc. v. Newmark, in cui la Corte di Giustizia del Delaware ha affermato che una "missione non finanziaria che non si propone di massimizzare il valore economico di una società a scopo di lucro del Delaware a favore dei propri azionisti è incompatibile con i doveri fiduciari degli amministratori".
Nella gestione ordinaria di un'azienda, le decisioni prese dagli amministratori sono generalmente protette da norme di diligenza, secondo le quali i giudici sono riluttanti a giudicare a posteriori decisioni operative prese dagli amministratori. In caso di acquisizione o di riorganizzazione del controllo aziendale, tuttavia, i giudici danno meno importanza alle decisioni degli amministratori e possono esigere che questi ottengano il prezzo più alto nella transazione, al fine di massimizzare il valore per gli azionisti. Così, in caso, ad esempio, di cambiamento del controllo societario, un'azienda potrebbe non essere in grado di valorizzare la propria attenzione a riguardo di temi sociali e ambientali a causa della necessità di massimizzare il valore per gli azionisti, per non incorrere in contenziosi con la magistratura in caso di contestazioni da parte, ad esempio, di azionisti di minoranza. Questo quadro giuridico non fa quindi che ostacolare organizzazioni che si mostrino attente all'impatto ambientale e sociale delle loro attività.
Perfino negli Stati che hanno approvato formule di statuti societari che permettono ad amministratori e funzionari di aziende di prendere in considerazione anche interessi non finanziari, è difficile stabilire - dal punto di vista giuridico - quando e in quale misura le aziende siano effettivamente autorizzate a considerare tali interessi aggiuntivi. In assenza di chiari precedenti legali, gli amministratori possono temere possibili cause civili nel caso si discostino dai loro doveri fiduciari nei confronti della proprietà, orientati alla massimizzazione del profitto.
Per contro, le benefit corporation permettono di espandere i doveri fiduciari degli amministratori richiedendo loro di considerare anche e soprattutto l'interesse di tutte le parti interessate per le attività non prettamente finanziarie; questo dà ad amministratori e dirigenti delle aziende la protezione giuridica necessaria per perseguire una missione supplementare rispetto al mero profitto, prendendo in considerazione non soltanto gli interessi finanziari delle parti interessate ma anche l'impatto ambientale e sociale delle loro attività.